# Szénási Sándor (református lelkész)
Szénási Sándor (Vereb, 1925. december 15. – 2001. január 30.) magyar református lelkész, költő, műfordító.

## Élete
1925. december 15-én született Vereben Szénási Sándor és Varjas Julianna legidősebb gyermekeként. Édesapja többgenerációs kovácsmester volt. Mint legidősebb fiú gyermek neki kellett volna tovább vinni a mesterséget. de elemi iskolai tanulmányai során nagy hatással volt rá Czirók Ákos lelkipásztor és Szabó Kálmán verebi rektor. Az ő ösztönzésükre jelentkezett a Lónyay utcai Református Gimnáziumba, ahol 1945-ben érettségizett. Dr. Ravasz László dunamelléki református  püspök tanítványa, egyben segítője az  "ÚJSZÖVETSÉG MAGYARÁZATA" c. könyve szerkesztésénél. 1951 őszén lelkészi oklevelet szerzett a Budapesti Református Teológiai Akadémián. Először Cegléden volt segédlelkész egy évig, majd szülőfalujában Vereben lelkész 1952 és 1970 között. 1954. november 27-én feleségül vette Szabó Juditot. Esküvői tanúja Ravasz László dunamelléki református püspök volt.
1970-től Velencén, majd Kápolnásnyéken lelkipásztor. 1972-ben az Eötvös Loránd Tudományegyetemen magyartanári és könyvtárosi diplomát szerzett. 1981-től haláláig Bicskén tevékenykedett. 1974 és 1990 között a Vértesaljai Egyházmegye esperese volt.
Versei és műfordításai a Reformátusok Lapjában, az Új Emberben és a Vigiliában; cikkei és tanulmányai a Theologiai Szemlében, a Református Egyház című folyóiratban, a Confessioban és a Vigiliában jelentek meg.
A szegedi JATE  egyetemen éveken át rendszeresen előadott a német preromantikáról.
1993-ban a Fejér Megyei Közgyűlés Vörösmarty Mihály-díjjal tüntette ki munkásságáért. 2000 decemberében, 75. születésnapján Bicske Város Önkormányzata díszpolgári címmel jutalmazta. 2001 tavaszán, posztumusz nyerte el a Palimpszeszt Kulturális Alapítvány IV. Műfordító versenyének német első díját Angelus Silesius verseinek addig még meg nem jelent magyarra fordításáért.
2001. január 30-án hunyt el. Bicskén a református templomban február 3-án, Hegedűs Loránt dunamelléki püspök búcsúzott tőle. Végakarata szerint szülőfalujában, Vereben a református temetőben helyezték örök nyugalomra, február 4-én.

## Művei
- Kálvin emberi arca (egyháztörténeti tanulmány, 1986. Kálvin Kiadó)
- Mandulaág (versek és műfordítások, 1986. Kálvin Kiadó; 2. bővített kiadás 2010.)
- „Megtaláltuk a Messiást!” (konfirmációi olvasókönyv, 1989. Kálvin Kiadó)
- A bicskei református egyház története, 1890-1991. (Kiss Károly kéziratának felhasználásával, 1991, Közlekedési és Dokumentációs Vállalat, Budapest)
- Örömötök munkatársa (alkalmi beszédek, 1995. Vértesaljai Református Egyházmegye)
- Ünnepeink (1997. Kálvin Kiadó)
- A porszem és a Minden (Andreas Gryphius 141 istenes szonettjének műfordítása, 2000. Kálvin Kiadó)
- Ünnepeink. A református egyházi év; Kálvin, Bp., 2007
- Mandulaág. Versek és műfordítások; Mandulaág, Bp., 2010
- "Megtaláltuk a Messiást!". Református konfirmációi olvasókönyv; 2. jav. kiad.; Kálvin, Bp., 2014

## Díjai
- Vörösmarty Mihály-díj (1993)
- Bicske díszpolgára (2000)